# PanDaemonAeon
PanDaemonAeon – wydawnictwo grupy muzycznej Cradle of Filth wydane w 1999 roku przez Music for Nations.

## Lista utworów
Źródło.
1. "Intro" - 00:42
2. "From the Cradle to Enslave (Clean version)" - 05:06
3. "From the Cradle to Enslave (Per version)" - 05:16
4. "The Un-making of..." - 23:58
5. "Dusk and Her Embrace" (Live) - 07:19
6. "Beneath the Howling Stars" (Live) - 07:55
7. "Cruelty Brought Thee Orchids" (Live) - 07:09
8. "Malice Through the Looking Glass" (Live) - 06:57

## Twórcy
Źródło.
| - Dani Filth – śpiew - Stuart Antsis – gitara - Gian Pyres – gitara - Les Smith – instrumenty klawiszowe |  | - Robin Eaglestone – gitara basowa - Dave Hirschheimer – perkusja - Nicholas Barker – perkusja - Alex Chandon – reżyseria |